# SN 1998bw
SN 1998bw (GRB 980425)是一种罕见的I型（可能是Ib）超新星，1998年4月26日在望远镜座的漩涡星系ESO 184-G82发现。有科学家认为这颗超新星就是一颗极超新星 。SN 1998bw被认为和1998年4月25日探测到的伽玛射线暴GRB 980425有关联，这也是第一颗和伽玛射线暴联系起来的超新星。